# Creepy Green Light
Creepy Green Lights è un singolo del gruppo musicale statunitense Type O Negative, pubblicato nel 1999 come primo estratto dal quinto album in studio World Coming Down.

## Descrizione
La canzone inizia con un cupo intro di basso, accompagnato dalla voce baritonale di Peter Steele, seguito da un energico quanto malinconico riff di chitarra, accompagnato da una batteria cadenzata e dall'atmosfera creata dalle tastiere.
La canzone è un omaggio al colore predominante della band, il verde.

## Tracce
1. Green Creepy Light – 6:56

## Formazione
- Peter Steele – voce, basso
- Josh Silver – tastiera, sintetizzatore, effetti, voce
- Kenny Hickey – chitarra, voce
- Johnny Kelly – batteria